# Bournezeau
Bournezeau är en kommun i departementet Vendée i regionen Pays de la Loire i västra Frankrike. Kommunen ligger i kantonen Chantonnay som tillhör arrondissementet La Roche-sur-Yon. År 2022 hade Bournezeau 3 471 invånare.

## Befolkningsutveckling
Antalet invånare i kommunen Bournezeau
| Referens: INSEE |